# 圣坎齐安-迪松佐
圣坎齐安-迪松佐（義大利語：San Canzian d'Isonzo）是意大利弗留利-威尼斯朱利亚大区戈里齐亚省的一个市镇。总面积33平方公里，人口6387人，人口密度193.5人/平方公里（2009年）。ISTAT代码为031018。